# Klub Siatkarski Aluron Virtu Warta Zawiercie 2019-2020
Questa voce raccoglie le informazioni riguardanti il Klub Siatkarski Aluron Virtu Warta Zawiercie nelle competizioni ufficiali della stagione 2019-2020.

## Organigramma societario
Area direttiva
- Presidente: Kryspin Baran

Area tecnica
- Allenatore: Mark Lebedew (fino al 14 febbraio 2020), Dominik Kwapisiewicz (dal 14 febbraio 2020)
- Allenatore in seconda: Dominik Kwapisiewicz (fino al 14 febbraio 2020)

## Rosa
| N° | Nome                   | Ruolo | Data di nascita  | Nazionalità sportiva |
| -- | ---------------------- | ----- | ---------------- | -------------------- |
| 1  | Marcin Waliński        | S     | 24 ottobre 1990  | Polonia              |
| 2  | Arshdeep Dosanjh       | P     | 30 luglio 1996   | Australia            |
| 3  | Łukasz Swodczyk        | C     | 1º giugno 1990   | Polonia              |
| 5  | Piotr Lipiński         | P     | 4 gennaio 1979   | Polonia              |
| 6  | Mateusz Malinowski     | O     | 6 maggio 1992    | Polonia              |
| 8  | Alexandre Ferreira     | S     | 13 novembre 1991 | Portogallo           |
| 9  | Krzysztof Andrzejewski | L     | 26 gennaio 1983  | Polonia              |
| 10 | Bartosz Gawryszewski   | C     | 22 agosto 1985   | Polonia              |
| 11 | Marcin Kania           | C     | 14 febbraio 1996 | Polonia              |
| 12 | Grzegorz Bociek        | O     | 6 giugno 1991    | Polonia              |
| 17 | Pieter Verhees         | C     | 8 dicembre 1989  | Belgio               |
| 19 | Taichirō Koga          | L     | 4 ottobre 1989   | Giappone             |
| 22 | Nikolaj Penčev         | S     | 22 maggio 1992   | Bulgaria             |
| 55 | Wojciech Ferens        | S     | 5 aprile 1991    | Polonia              |
| 77 | Michal Masný           | P     | 14 agosto 1979   | Slovacchia           |
| 99 | Patryk Czarnowski      | C     | 1º novembre 1985 | Polonia              |